# کاترین مریال ویب
کیت ویب با نام کامل کاترین مریال ویب (۲۴ مارس ۱۹۴۳ – ۱۳ مه ۲۰۰۷) یک خبرنگار جنگی استرالیایی متولد نیوزیلند برای یونایتدپرس اینترنشنالو خبرگزاری فرانسه کار می‌کرد. او در طول جنگ ویتنام به دلیل گزارش‌های سرسختانه و شجاعانه‌اش شهرت پیدا کرد و در یک مقطع زمانی هفته‌ها توسط نیروهای ویتنام شمالی اسیر شد. پس از جنگ، او همچنان از نقاط حساس جهانی که در بهبه جنگ بودند گزارش‌هایی تهیه کرد. از جمله آنها می‌توان به گزارش‌هایش در عراق و در طول جنگ خلیج فارس اشاره کرد.

## زندگی‌نامه
ویب با نام کاترین مریال ویب در کرایست چرچ نیوزلند به دنیا آمد و در حالی که هنوز کودک بود با خانواده اش به کانبرا استرالیا نقل مکان کرد. پدرش، لستر چیشولم ویب، استاد علوم سیاسی در دانشگاه ملی استرالیا بود و مادرش، کارولین ویب، در سازمان‌ها و انجمن‌های زنان فعال بود. در ۳۰ مارس ۱۹۵۸، در سن ۱۵ سالگی، کاترین ویب به قتل ویکتوریا فنر، دخترخوانده فرانک فنر، در کانبرا متهم شد. در طی این اتهام، او متهم شد تا یک تفنگ و گلوله به فنر داده‌است و فنر نیز با آنها اقدام به خودکشی کرده‌است و او در طی این خودکشی در کنار او حضور داشته‌است. با این حال، در طی حکم دادگاه، این اتهام از او برداشته شد و از او سوء اثر شد. ویب، پدر و مادرش را در طی یک تصادف رانندگی در تاسمانی از دست داد. او در این هنگام ۱۸ سال عمر داشت.

### زندگی حرفه‌ای
ویب از دانشگاه ملبورن فارغ‌التحصیل شد و سپس برای کار به روزنامه سیدنی دیلی میرور رفت. در سال ۱۹۶۷، او روزنامه را رها کرد و به ویتنام جنوبی سفر کرد تا جنگ ویتنام را که در حال تشدید بود پوشش دهد. او برای پیوستن به UPI درخواست داد، اما رئیس دفتر هوشی مین درخواست او را رد کرد. او سپس برای روزنامه‌های محلی ویتنام جنوبی کار کرد تا اینکه آن برایان، سردبیر هفته‌نامه اورسئاس وظایفی را به او داد و مجوز مطبوعاتی MACV خود را ترتیب داد که به او اجازه می‌داد تا عملیات نظامی ایالات متحده را پوشش دهد. او اولین خبرنگاری بود که در جریان حمله تت به سفارت ایالات متحده در سایگون قرار گرفت. گزارش او از حمله به سفارت منجر به استخدام او به‌طور تمام وقت توسط UPI شد.

### اسارت و خبر مرگ
در ۷ آوریل ۱۹۷۱، اسارت او به همراه توشیچی سوزوکی، خبرنگار و عکاس ژاپنی و تی کیم هنگ، چیم سارات و وورن و چارون توسط نیروهای ارتش خلق ویتنام خبرساز شد. در ۲۰ آوریل، گزارش‌های رسمی ادعا کردند که جسدی کشف شده متعلق به ویب است و نیویورک تایمز و سایر روزنامه‌ها برای او آگهی درگذشت منتشر کردند. در ۱ می ویب و سایرین پس از تحمل حبسی سخت و ابتلا به مالاریا، آزاد شدند. او تجربیات خود را در کتابی که در سال ۱۹۷۲ منتشر شد، شرح داد. پس از آزادی از اسارت، او برای درمان مالاریا به هنگ کنگ رفت و مجموعه ای از خاطرات در مورد اسارت خود را نوشت. پس از ۲۰ روز اقامت در هنگ کنگ، او سپس برای بهبودی به استرالیا بازگشت. او در طی این بیماری و اسارت و جنجالی شدن مرگ احتمالی اش، به شهرت بالایی رسید.

### پس از جنگ
پس از جنگ، او به عنوان خبرنگار خارجی برای UPI مستقر در سنگاپور به کار خود ادامه داد، اما پس از آزار جنسی توسط رئیسش از کار کناره‌گیری کرد. او سپس به جاکارتا نقل مکان کرد و در آنجا در روابط عمومی یک هتل کار کرد و یک رابطه طولانی مدت با جان استیرمن، مهندس نفت آمریکایی آغاز کرد. او در سال ۱۹۸۵ با پیوستن به خبرگزاری فرانسه (AFP) به روزنامه‌نگاری بازگشت و به عنوان خبرنگار در عراق در طول جنگ خلیج فارس، در اندونزی با استقلال تیمور شرقی، و در کره جنوبی، فعالیت رسانه‌ای خود را آغاز کرد. ویب اولین کسی بود که مرگ کیم را در کره جنوبی گزارش کرد. او همچنین از افغانستان گزارش‌هایی را تهیه کرد و منتشر نمود؛ بعداً یک حادثه در کابل که او ترسناک‌ترین حادثه در زندگی حرفه ای خود توصیفش کرد، در زندگی او خاطره ساز شد. پس از فروپاشی رژیم کمونیستی محمد نجیب‌الله در افغانستان، او توسط یک جنگ‌سالار محلی دستگیر و به هتلی منتقل شد و در آنجا به طرز وحشیانه‌ای مورد ضرب و شتم قرار گرفت. او گزارش می‌کند که در طی این ضرب و شتم، با گرفتن موهایش، او را از پله‌ها بالا کشیده‌اند. او سرانجام با کمک دو روزنامه‌نگار همکارش موفق به فرار از این اسارت شد. او در سال ۱۹۹۳ به کامبوج بازگشت و آخرین بازدید خود را از ویتنام در سال ۲۰۰۰ انجام داد سرانجام ویب در ۱۳ می ۲۰۰۷ بر اثر سرطان روده درگذشت. از ویب و خدماتش، با چاپ تمبر یادبودی در اداره پست استرالیا، و به سال ۲۰۱۷، یاد شد.